# ودنوفکا
ودنوفکا (انگلیسی: Vedenovka) یک شهرک در شهرستان استرلیتاماکسکی استان باشقیرستان کشور روسیه است.